# Piruet
Piruet eller piruette (kommer af det franske pirouette), er et udtryk inden for ballet, som beskriver en danser som drejer omkring kroppens egen akse, stående på ét ben. Den udføres oftest mens danseren står på tå og kan også udføres sådan, at danseren bliver "drejet" af en partner. 
En piruet kan drejes udad, en dehors, eller indad, en dedans. 